# Karlex
Der Karlex war ein von 1959 bis 1992 durch die Deutsche Reichsbahn (DR) und die tschechoslowakischen Staatsbahnen ČSD betriebener internationaler Schnellzug zwischen Berlin und Karlsbad. Bekannt wurde er durch den Einsatz der Schnelltriebwagen der Baureihe 175 von 1969 bis 1981, in dieser Zeit zählte er als Expresszug (Ex) zu den hochwertigen Zügen der DR. Bis 1992 verkehrte er wieder als Schnellzug. Danach fuhr er noch kurzzeitig bis 1994 zwischen Leipzig und Prag. Von 1972 bis 1990 verkehrte zusätzlich der Karola zwischen Leipzig und Karlsbad.

## Geschichte

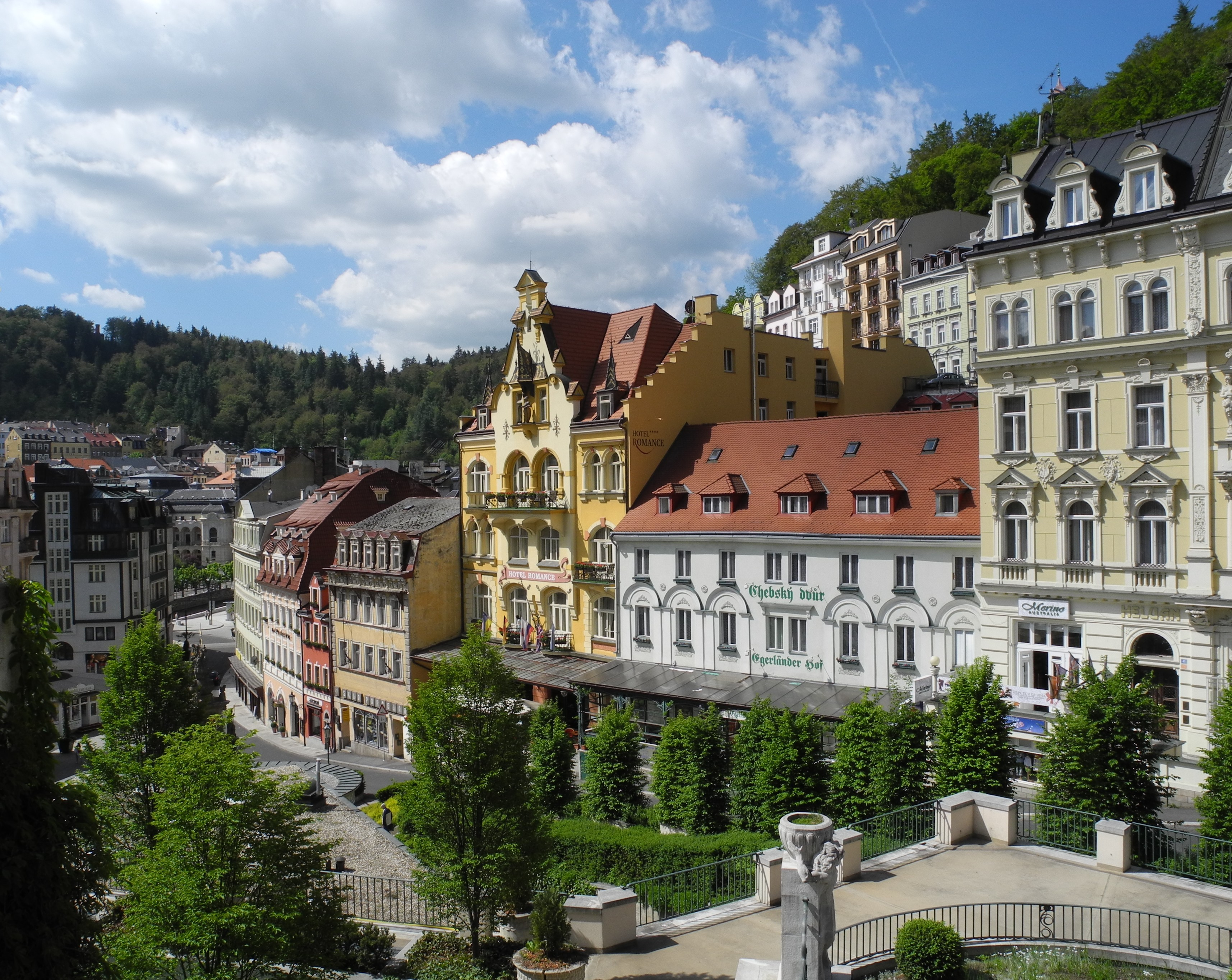
Karlsbad

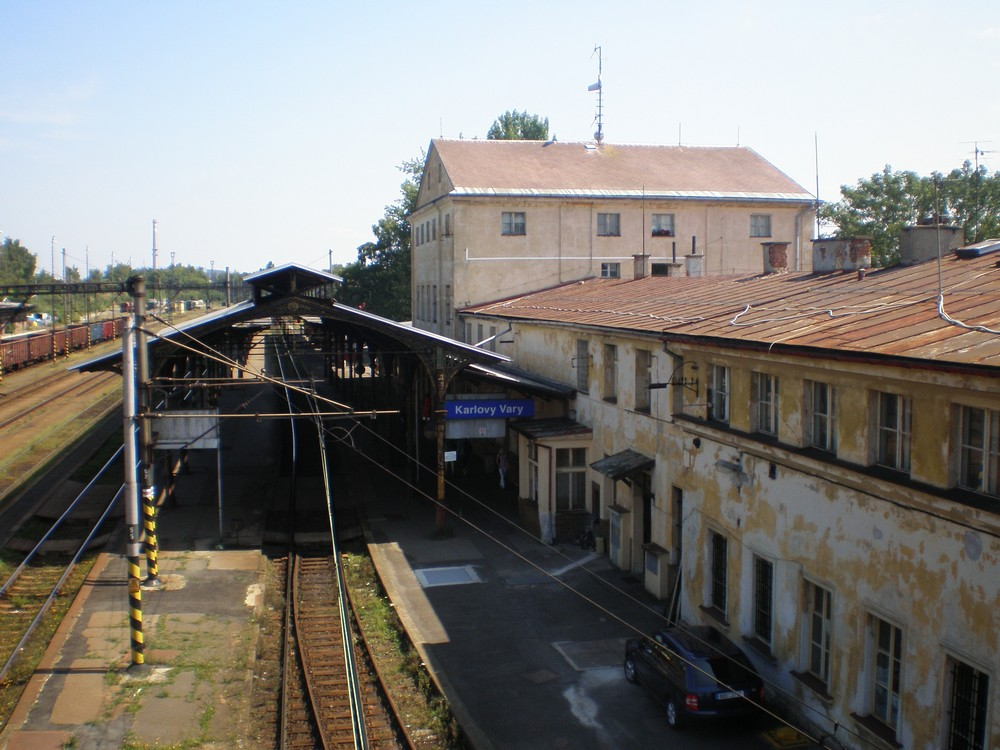
Ziel des Karlex – der Bahnhof von Karlsbad

Die Bäder des Böhmischen Bäderdreiecks in Karlsbad (Karlovy Vary), Franzensbad (Františkovy Lázně) und Marienbad (Mariánské Lázně) sind bereits seit dem 15. Jahrhundert Ziel heilbedürftiger Menschen. Schon früh waren darunter auch Könige, Adlige und sonstige wohlhabende Menschen. Vor allem mit dem Aufkommen der Eisenbahn entwickelten sich die Bäder zu Treffpunkten der Hautevolee. Bereits vor dem Ersten Weltkrieg fuhren daher verschiedene Luxuszüge wie etwa der Paris-Karlsbad-Express und der Ostende-Karlsbad-Express in das Bäderdreieck. Auch aus Berlin wurden über Jahrzehnte direkte Schnellzüge nach Karlsbad geführt. Nach dem Zweiten Weltkrieg und vor dem Fall des Eisernen Vorhangs blieben vornehme Gäste aus dem westlichen Ausland aus, die Bäder wurden verstaatlicht und die Sanatorien für die Erholung von Werktätigen und Nomenklatura genutzt. 
Bereits ab 1955 gab es daher wieder direkte Zugverbindungen von Berlin nach Karlsbad. Der D 185/186 von Berlin über Plauen nach Bad Brambach erhielt ab dem Sommerfahrplan dieses Jahres Kurswagen nach Karlsbad, ab 1957 zudem Wagen nach Prag. Neben Karlsbad wurde dabei auch das kurz hinter dem tschechoslowakischen Grenzbahnhof Vojtanov liegende Františkovy Lázně bedient. Die zunehmende Nachfrage führte dazu, dass die DR und die Tschechoslowakischen Staatsbahnen (ČSD) ab dem Sommerfahrplan 1959 den neuen Ext 147/148 „Karlex“ zwischen Berlin und Karlsbad einführten. Expresszüge, als „Ex“ bzw. „Ext“ im Kursbuch aufgeführt, waren zu dieser Zeit die hochwertigste Zuggattung der DR. 
Im Unterschied zum über Werdau und Reichenbach im Vogtland geführten Vorläufer wurde der Karlex zwischen Leipzig und Weischlitz über Gera und die Elstertalbahn geführt, in Plauen bediente er daher den Unteren Bahnhof. Ein Jahr nach seiner Einführung wurde der zunächst mit ČSD-Triebwagen bediente Karlex in einen lokbespannten Schnellzug mit Sitzwagen sowie Speise- und Gepäckwagen umgewandelt. Es zeigte sich allerdings, dass damit die Reisezeiten auf der bogenreichen Elstertalbahn nur schwer zu halten waren, so dass der Karlex ab dem Sommerfahrplan 1961 wieder über die Bahnstrecke Leipzig–Hof geführt wurde.
Ab 1965 erhielt die DR die Serienlieferung ihrer neuen Schnelltriebzüge der Bauart Görlitz. Auch die wichtige Verbindung nach Karlsbad sollte mit diesen Triebzügen bedient werden. Der Karlex wurde daher zum Sommerfahrplan 1969 wieder zum Ext hochgestuft. Vorübergehend mussten allerdings wegen Fahrzeugmangels noch ältere Triebwagen eingesetzt werden, ab August 1969 übernahmen dann die neuen Triebwagen den Karlex. Nunmehr wieder als Ext 147/148 bezeichnet war der Karlex im Winterfahrplan 1970/71 einer von lediglich sechs internationalen Expresszügen der DR. 
Die zunehmende Nachfrage nach Einführung des visafreien Reiseverkehrs zwischen der DDR und ČSSR führte dazu, dass ab Sommer 1972 mit dem Ext 347/348 „Karola“ von Leipzig nach Karlsbad ein weiterer Express eingeführt wurde. Der Karola fuhr morgens von Leipzig nach Karlsbad und abends zurück, während der Karlex, der in Berlin am Vormittag abfuhr, für Leipzig eine mittägliche Verbindung ins Bäderdreieck bot. In der Gegenrichtung fuhr der Karlex erst gegen Mittag in Karlsbad ab. Ursprünglich sollte der Karola 1972 über die Elstertalbahn fahren, was im Kursbuch auch bereits ausgewiesen war. Aufgrund von Bauarbeiten verkehrte er jedoch wie der Karlex über Reichenbach. 
Im gleichen Jahr ereignete sich am 30. Oktober das schwerste Unglück auf der Relation nach Karlsbad. Beim Eisenbahnunfall von Schweinsburg-Culten überfuhr der von Leipzig kommende Ext 348 bei dichtem Nebel das haltzeigende Ausfahrsignal des Bahnhofs Schweinsburg-Culten und stieß mit dem entgegenkommenden D 273 von Aue nach Berlin zusammen. Dabei starben 28 Menschen, 76 wurden verletzt.
1973 erhielten beide Zugpaare neue Zugnummern als Ext 66/67 „Karlex“ und Ext 68/69 „Karola“. Der Karlex verblieb auf der Strecke über Reichenbach, während der Karola ab 1980 wieder über Gera und die Elstertalbahn geführt wurde. Nachdem 1979 der zwischen Berlin und Wien verkehrende Vindobona auf lokbespannte Züge umgestellt wurde, wurde der Karlex mit den freigewordenen Triebwagen in Doppeltraktion geführt. Dennoch blieb der Zug weiterhin platzkartenpflichtig und war häufig ausverkauft. Mit dem Winterfahrplan 1981/82 wurden Karlex und Karola wieder zu lokbespannten Schnellzügen mit den neuen Zugnummern D 366/367 bzw. D 460/461. Auch wurden wieder beide Zugpaare über Reichenbach geführt. Die längeren und schwereren Züge führten zusammen mit der zunehmenden Zahl der Langsamfahrstellen zu deutlich längeren Fahrtzeiten. Benötigte der Karlex 1973 noch 4 Stunden und 23 Minuten für die 323 km lange Strecke, so waren es 1986 bereits 5 Stunden und 20 Minuten. 
Nach der Wende in der DDR gingen die Fahrgastzahlen beider Züge spürbar zurück. Der inzwischen als D 1460/1461 geführte Karola verkehrte letztmals im Winterfahrplan 1990/91. Ab dem Fahrplanwechsel 1992 erhielt der Karlex den neuen Laufweg Leipzig – Plauen – Karlsbad – Prag. In Leipzig bestand Anschluss von und nach Berlin mit Intercity-Zügen. Mit Ablauf des Fahrplans 1993/94 wurde der Zug eingestellt. 
Seit einigen Jahren wird der Name Karlex für einen Schnellzug des tschechischen Binnenverkehrs weiterverwendet. Im Fahrplanjahr 2012 trägt das Schnellzugpaar R 610/611 (Praha – Ústí nad Labem – Chomutov – Karlovy Vay – Cheb) diesen Namen.

## Fahrzeuge

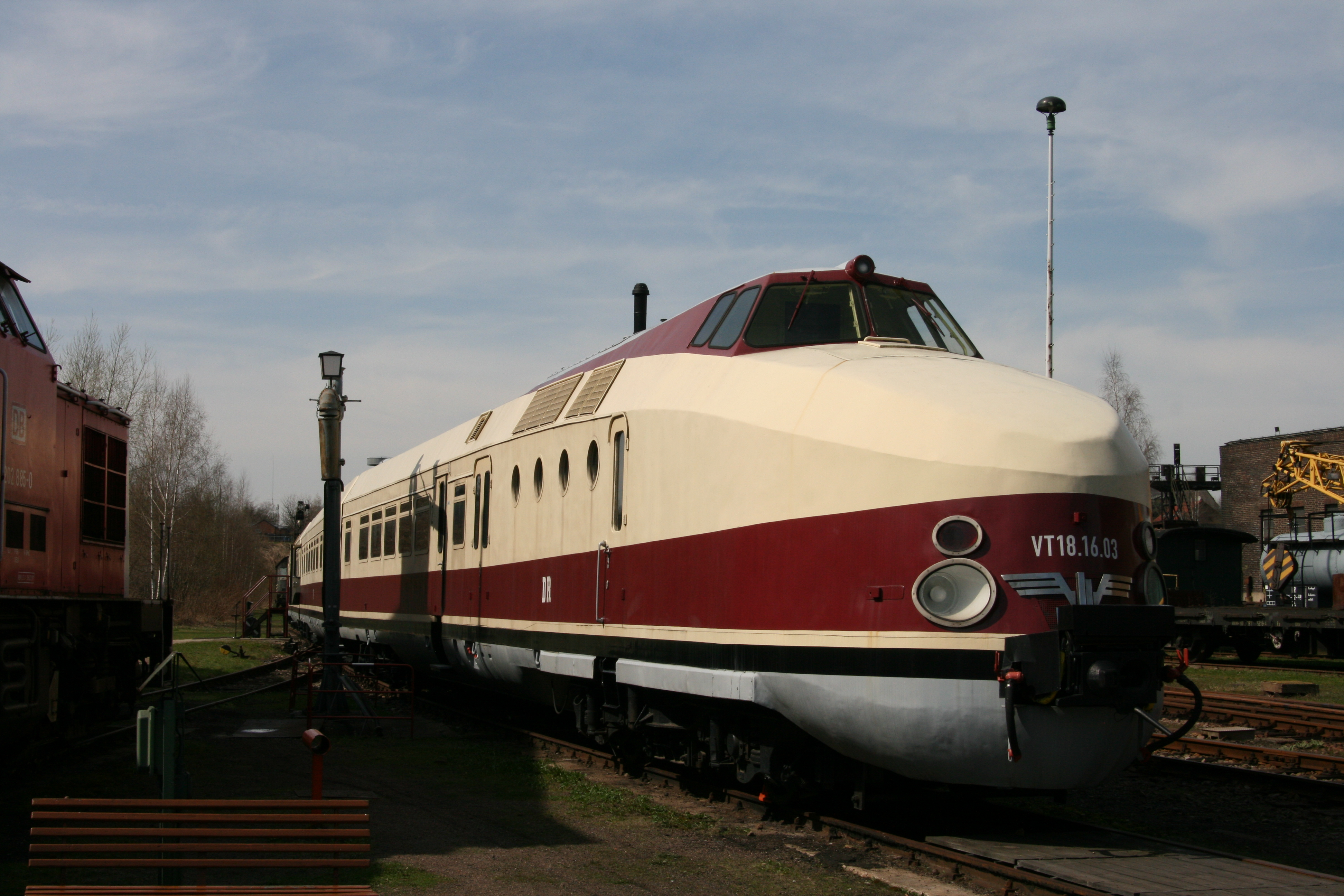
Von 1969 bis 1981 im Karlex eingesetzter Triebwagen der Baureihe VT 18.16

Bekannt wurde der Karlex vor allem durch die von 1969 bis 1981 eingesetzten VT 18.16 bzw. 175. Aber bereits bei seiner Einführung waren zunächst Triebwagen eingesetzt worden. Die ČSD stellte für den Karlex ihre bei Ganz-MÁVAG beschafften Triebwagen der Reihe M 495.0. Diese Einheiten, die baugleich zur DR-Baureihe VT 12.14 waren, erwiesen sich allerdings für den mangelhaften Oberbau und die bogenreichen Strecken im Vogtland als ungeeignet. Es kam mehrfach zu Entgleisungen, so am 27. Juni 1960 bei Rentzschmühle.
Ab 1961 fuhr der Karlex als lokbespannter Schnellzug. Die Wagen wurden bis 1963 sowohl von der DR als auch der ČSD gestellt. Ab 1963 übernahm die DR die Wagenstellung vollständig. Dabei fuhr nur ein Teil des Zuges bis Karlsbad, ein Teil der Wagen wurde nur bis Plauen oder Bad Brambach geführt. Als Zuglokomotiven setzte die DR zwischen Berlin und Leipzig Schnellzugdampflokomotiven der Reihe 03 ein, von Leipzig bis Plauen Personenzuglokomotiven der Reihe 22. Ab dort führten Lokomotiven der Baureihe 50 (Altbau) oder rekonstruierte der Reihe 50.35 den Zug bis Vojtanov. Ersatzweise kamen auch noch alte Sächsische XIV HT, von der DR als Baureihe 75.5 bezeichnet, zum Einsatz. Ab 1963 wurden die Lokomotiven der Baureihe 22 zwischen Leipzig und Reichenbach auf der neu elektrifizierten Strecke durch elektrische Lokomotiven der Reihe E 11 ersetzt, der Lokwechsel wurde entsprechend von Plauen nach Reichenbach verlegt. Südlich von Reichenbach kamen ab etwa 1966 anstelle der Dampflokomotiven die ebenfalls neuen Diesellokomotiven der Baureihe V 180 zum Einsatz, als Schiebelokomotiven blieben die 50er südlich von Adorf aber unverzichtbar. Diese Lokomotiven brachten auch die Wagen ab Bad Brambach über die Grenze.
Die neuen Görlitzer Triebwagen, die ab 1969 den Karlex übernehmen sollten, wurden zunächst dringend für den Vindobona benötigt, da die ČSD, die eigentlich für dessen Fahrzeuggestellung zuständig war, Triebwagenmangel hatte. Daher übernahmen zunächst Vorkriegstriebwagen der Bauart Köln den Karlex von Mai bis August 1969. Erst danach konnte die DR die vorgesehenen VT 18.16 einsetzen. Entsprechend der Nachfrage verkehrten die Triebwagen in der Regel im Sommerfahrplan als fünfteilige und im Winterfahrplan als vierteilige Garnitur. Der Karola wurde ab 1972 ebenfalls mit den 1970 in Baureihe 175 umbezeichneten Triebzügen gefahren, wobei sie in einen gemeinsamen Umlauf Berlin – Karlsbad – Leipzig – Karlsbad – Berlin eingebunden wurden. Nachdem der Vindobona 1979 als lokbespannter Zug gefahren wurde, führte die DR den Karlex zwischen Berlin und Plauen als Doppeltraktion, im Sommer 1981 sogar bis Adorf.
Ab 1981 wieder lokbespannt, übernahm die DR weiterhin die Stellung des Wagenparks. Wie bereits bis 1969 wurde nur ein Teil des Zuges bis Karlsbad geführt. Nur vier Wagen überquerten jeweils die Grenze, die übrigen Wagen, einschließlich des Speisewagens, blieben in Plauen, ab 1984 in Bad Brambach, zurück. Bespannt wurde der Zug zwischen Berlin und Reichenbach mit Elloks der Baureihen 243 und 250, von Reichenbach bis Vojtanov mit Diesellokomotiven der Reihe 132. Nach 1990 wurden die Wagen teilweise wieder von den ČSD gestellt, zudem kamen im Karlex noch erste modernisierte Interregio-Wagen zum Einsatz. Ansonsten gab es bis zur Einstellung beider Züge keine nennenswerten Änderungen mehr.